# Philodromus pictus
Philodromus pictus es una especie de araña cangrejo del género Philodromus, familia Philodromidae. Fue descrita científicamente por Kroneberg en 1875.